# Ann-Cathrine Haglund
Ann-Cathrine Haglund, född Jansson 24 augusti 1937 i Bo församling i Örebro län, är en tidigare svensk adjunkt och politiker (moderat).

## Biografi
Haglund var riksdagsledamot 1979–1993, invald i Örebro läns valkrets. Hon var ledamot i utbildningsutskottet från 1988 och dess ordförande 1991–1993. Hon var ordförande i Europarådets svenska delegation 1992–1993 samt ledamot av interparlamentariska delegationen och krigsdelegationen.
Haglund var även ordförande i Moderata Kvinnoförbundet 1981–1990, landshövding i Malmöhus län 1993–1996 och landshövding i Uppsala län 1997–2002.
Haglund var ordförande i Samfundet Sverige–Israels riksorganisation mellan 1989 och 1994.
Ann-Cathrine Haglund är ordförande i Sällskapet för moderata kvinnors historia.